# Цирцея подає келих Одіссею (картина)
«Цирцея подає келих Одіссею» (англ. Circe Offering the Cup to Ulysses — картина британського художника Джона Вільяма Вотергауса, написана в 1891 році. Полотно стало продовженням серії картин Вотергауса, які зображують жінок, наділених владою, що відображало зміни з часів вікторіанської Британії на порозі XX століття.

## Сюжет і опис
Картина є першим зображенням міфічної чарівниці Цирцеї, за яким були «Цирцея» (1892) і «Чарівниця» (бл. 1911). Знаходиться полотно в галереї Олдем у Великій Британії. На картині зображена сцена з поеми Гомера «Одіссея», де чарівниця Кірка пропонує Одіссею чашу з зіллям, за допомогою якого вона намагається підпорядкувати його своїм чарам, оскільки у неї вже є його команда. Одіссея можна побачити в дзеркалі, зображеному за троном Цирцеї. Одного з супутників Одіссея, перетвореного на свиню, можна побачити поруч з ногами Цирцеї.

## Аналіз
Вотергаус показує, що Цирцея контролює ситуацію. Її сидіння піднесено на сходинку, а сама богиня написана з піднятим підборіддям, так що ми повинні дивитися їй в очі, коли вона дивиться вниз. Таким чином, художник маніпулює позою Цирцеї, щоб поставити її у стан переваги. Крім того, фон за Цирцеєю вказує на її силу, оскільки дзеркало і підлокітники її крісла створюють ефект трону.